# Edlef Romeny
Edlef Wybo Rudolph Arthur ter Haar Romeny (Sint-Michielsgestel, 14 februari 1926 - Les Baups, bij Villars, 25 december 2017 ) was een Nederlandse glazenier en schilder.

## Leven en werk
Romeny is een zoon van predikant Barend ter Haar Romeny (1887-1958) en Elisabeth Karoline Lisette Heetel (1902-1930) en een broer van Barend ter Haar Romeny (1925-2013). Hij trouwde in 1955 met een Zweedse vrouw. Uit dit huwelijk werden zes kinderen geboren, onder wie de schilder Odorico Ter Haar Romeny (1956) die in Zweden woont en werkt.
Romeny moest door de oorlog in 1944 zijn opleiding aan de Academie Kunstoefening bij Gerard van Lerven in Arnhem afbreken. Hij sloot zich als oorlogsvrijwilliger aan bij de Mariniersbrigade in Nederlands-Indië,  waar hij als fronttekenaar de politionele acties meemaakte. Hij had in 1947 in Soerabaja zijn eerste tentoonstelling.
Hij vervolgde zijn studie aan de Antwerpse Academie (1948-1951), waar hij les kreeg van onder anderen René De Coninck en Isidore Opsomer. Romeny had begin jaren vijftig een atelier in Amsterdam en vestigde zich na zijn huwelijk in Zweden, waar zijn werk werd beïnvloed door het abstract expressionisme. Hij maakt onder andere schilderijen, gouaches, etsen, litho's en glas-in-loodramen. In 1962 werkte hij enige tijd met een studiebeurs in Parijs, waar hij les kreeg van Henri Goetz. Hij exposeerde in binnen- en buitenland, onder meer bij het Norrköpings Konstmuseum (1960) in Norrköping, de kunsthandel Santee Landweer in Amsterdam (1964), de Caravan House Gallery (1972) in New York, het Singer Museum in Laren (1987) en de Gaudi galerie in Madrid (1995). 
Na scheiding van zijn Zweedse vrouw verhuisde Romeny in 1980 naar Frankrijk. Hij hertrouwde in datzelfde jaar met een jeugdliefde, de sopraan Lise Arséguet. In Frankrijk is hij meer figuratief gaan werken. Ter gelegenheid van zijn tachtigste verjaardag verscheen in 2006 een (auto)biografie.

## Werken (selectie)
- twee glas-in-loodramen voor de herdenkingskapel voor de Stoottroepen (1949) in Beneden-Leeuwen
- wandschilderingen en glas-in-loodraam (1951) van de inhuldiging van Jan van Brabant met zijn vrouw Jacoba van Beieren in het raadhuis in Heemskerk
- Reeks schilderijen gewijd aan de moord op Olof Palme[7]

## Afbeeldingen

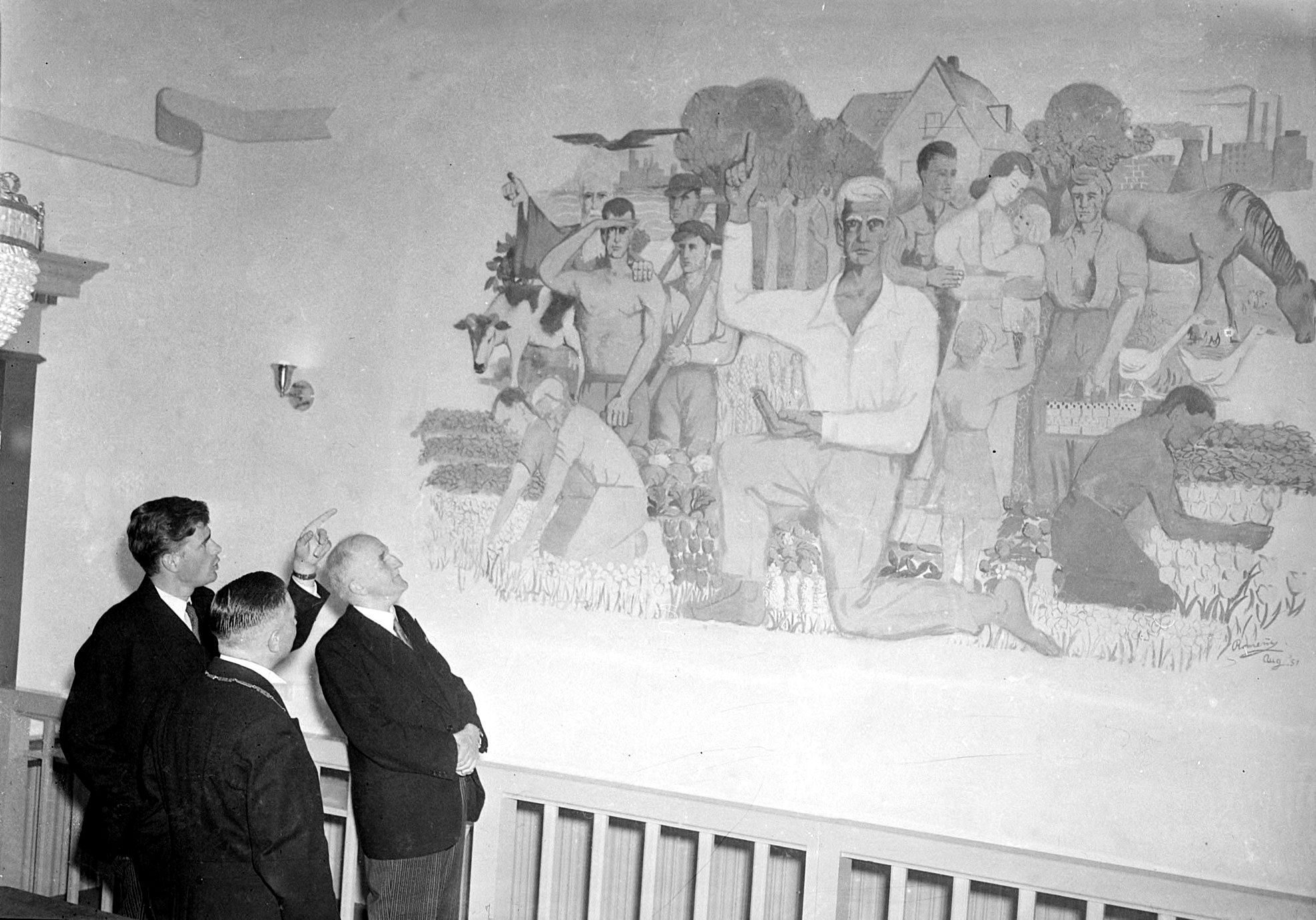
Onthulling kunstwerk in 1951
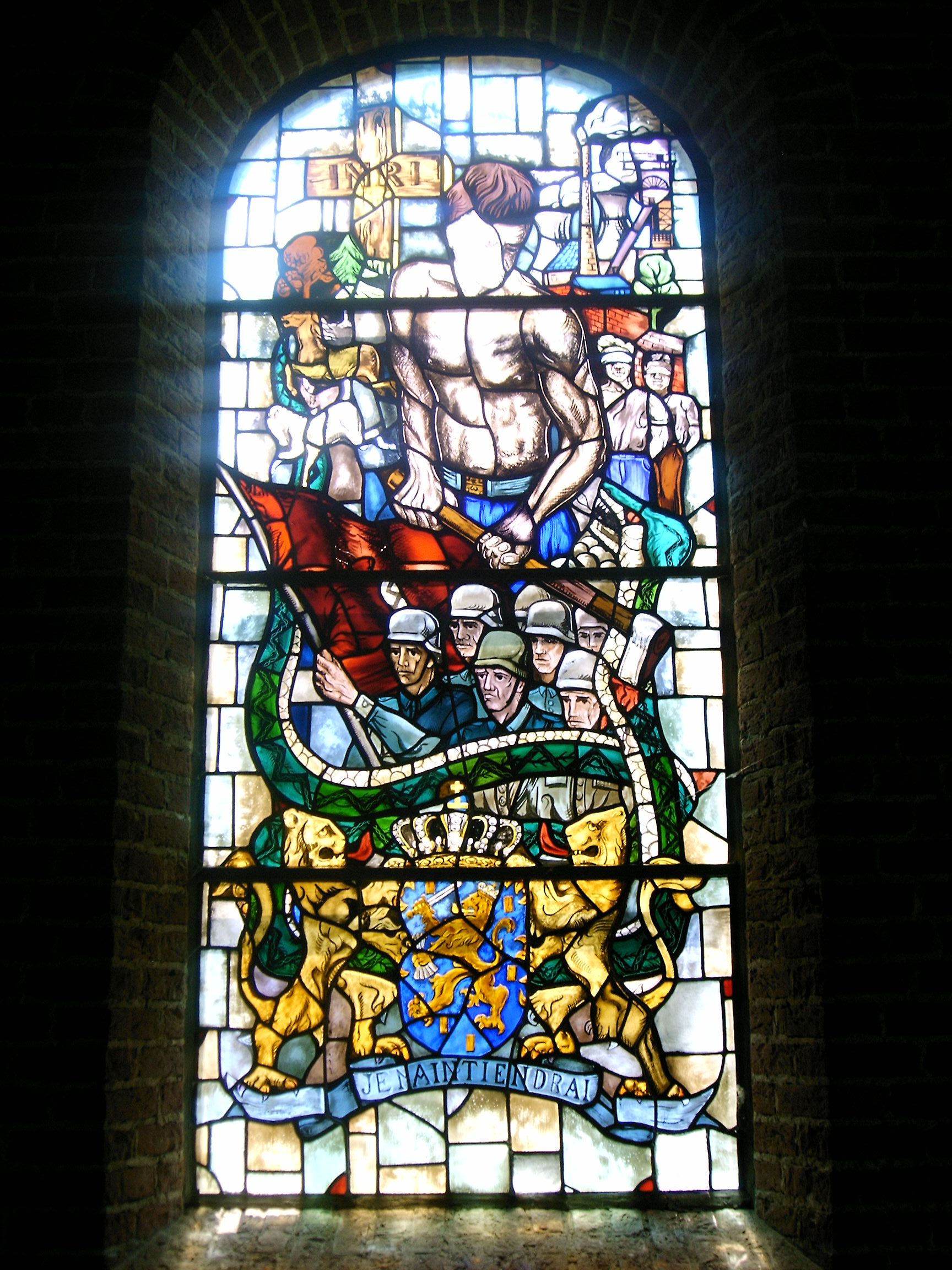
Ereveld Stoottroepen, Beneden-Leeuwen
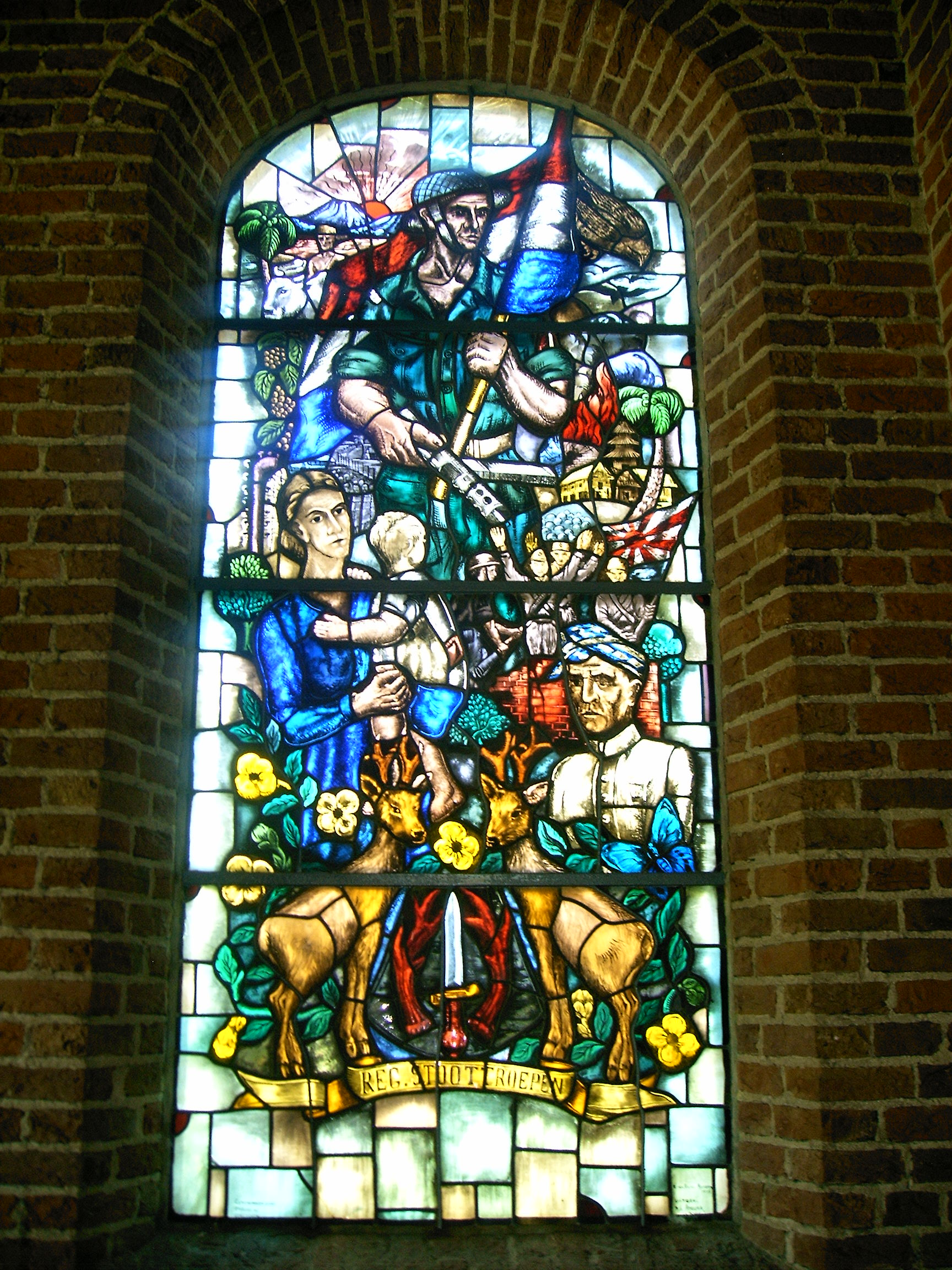
Kapel Stoottroepen